# Uitdrukking
Onder een uitdrukking wordt een vaste combinatie van woorden verstaan waarmee meestal indirect een situatie wordt benoemd.
Een uitdrukking kan zijn:
- een staande uitdrukking: een standaardformulering die in bepaalde situaties telkens terugkeert. Bijvoorbeeld: de bal tegen de touwen aanwerken (betekenis: een doelpunt maken). Een dode kat in je mond hebben (betekenis: de ochtendgeur en smaak in je mond).
- een gezegde of zegswijze: een vaste uitdrukking om een situatie mee te benoemen, zij het dat bepaalde woorden (werkwoord, persoonlijk of bezittelijk voornaamwoord) aan de context van de zin kan worden aangepast. De woorden kunnen ook worden gebruikt in een eigen zin. Bijvoorbeeld: Hij heeft ze niet alle vijf op een rijtje. Alternatief: Zij hebben ze toen zeker niet alle vijf op een rijtje gehad (betekenis: Hij heeft niet goed nagedacht, hij is niet goed wijs/Ze hebben toen zeker niet goed nagedacht, ze waren zeker niet goed wijs).
- een spreekwoord: een vaste, niet verbuigbare combinatie van woorden, met een punt en een hoofdletter. Bijvoorbeeld: Hoge bomen vangen veel wind (betekenis: Wie een hoge positie bekleedt, krijgt ook gauw kritiek).
- een verbale of non-verbale weergave, bijvoorbeeld van gevoelens, zoals gezichtsuitdrukkingen die van het gezicht zijn af te lezen. Iemand kan bijvoorbeeld een verbaasde uitdrukking vertonen of een gedachte niet goed tot uitdrukking brengen, in woorden weergeven.
- een wiskundige uitdrukking, een verzameling wiskundige termen, zoals getallen, operatoren, groeperingssymbolen (zoals haakjes) en variabelen die geëvalueerd kunnen worden.